# Klan Campbell
Campbell (gael. Caimbeulach od cam beul – krzywe usta) – jeden z najpotężniejszych i najliczniejszych historycznych klanów szkockich i nazwisko szkockich rodów. Klan Campbell wywodzi się z okolic jeziora Loch Awe w środkowo-zachodniej Szkocji.
Ekspansję klanu rozpoczął w XIII w. sławny wojownik Cailean Mór (gael. Wielki Colin). Drogą podbojów terytoriów sąsiednich klanów (m.in. Macgregorów, Macdonaldów, Stewartów, Macdougallów), wchłaniania mniejszych klanów (m.in. MacArthur), korzystnych małżeństw i nadań królewskich (zwłaszcza za wspieranie Roberta Bruce w walce o niepodległość, Campbellowie rozszerzali swoje terytorium zajmując prawie całe hrabstwo Argyll i liczne dobra w innych rejonach Szkocji. Do największego znaczenia klan Campbellów doszedł od końca XVII do połowy XVIII wieku wspierając angielskich najeźdźców. Jako jedyny z góralskich klanów stanął po stronie Anglii podczas szkockich powstań w 1715 i 1745. Korzystając z opieki i pomocy Anglików Campbellowie kontynuowali ekspansję i umacniali zdobycze terytorialne, zbrojnie (m.in. 1646 r. - rzeź w Dunoon, 1692 r.- rzeź w Glencoe) i dzięki nadaniom królewskim.
- naczelnikami klanu są książęta Argyll, noszący tradycyjny tytuł Mac Cailean Mór (gael. syn Wielkiego Colina). Obecnym wodzem klanu jest Torquhill Ian Campbell, 13, książę Argyll.
- Godło klanu – złota głowa dzika
- Godło roślinne – woskownica europejska (łac.Myrica gale}
- Zawołanie wojenne – „Cruachan!” (nazwa szczytu nad jeziorem Loch Awe)
- Marsz klanowy – Baile Inneraora (The Campbells Are Coming)
- siedziba wodza klanu – zamek Inveraray Castle w hrabstwie Argyll.

Klan Campbell dzieli się na kilka gałęzi:
- Campbell of Argyll
- Campbell of Breadalbane
- Campbell of Loudon
- Campbell of Strachur
- Campbell of Glenorchy
- Campbell of Cawdor
- Campbell of Craignish

Do klanu należą, obok rodzin o nazwisku Campbell, także rody i rodziny o nazwiskach m.in. Artur, Bannatyne, Burns, Cambell, Calder, Cawmill, Connochie, Denure, Dunoon, Haws, Hastings, Lorn, Loudoun, MacArthur, MacCowan, MacDermid, MacDiarmaid, MacGibbon, MacIvor, MacKessock, MacLaws, MacVicar, Orr, Pinkerton, Thomas, Ure, Walker.
Jednym z pierwszych naczelników klanu był Colin Wielki (Cailean Mor). Na jego cześć wszyscy Szefowie Klanu do dziś noszą gaelicki przydomek MacCailein Mór („Syn Wielkiego Colina”). Niektórzy genealodzy wykraczają poza oficjalną (sięgającą XII w.) historię rodziny, wywodząc Campbellów od Wilhelma Zdobywcy. Większość jednak przychyla się do gaelickiego pochodzenia rodu, zaliczając ich do heraldycznego rodu Galery, jednego z dwóch wielkich, na poły legendarnych drzew rodowych Szkocji (obok rodu Lwa) wywodzącego się od dawnych władców Wysp.
Zasadniczy tartan Campbellów jest niemal tożsamy ze tartanem 42. Pułku Piechoty Górskiej, słynnej „Czarnej Straży” (Black Watch), przeważnie jest jednak jaśniejszy. Campbellowie mają do niego prawo, jako współtwórcy  pułku, który początkowo składał się głównie z członków klanu. Każda odnoga klanu posiada własną wariację tartanu, istnieją ponadto wersje tartanu myśliwskiego, codziennego, kobiecego.
„Cruachan!” zawołanie bojowe klanu - jest nazwą wzniesienia górującego nad posiadłościami Campbellów. Dewizą klanu Campbell jest „ne obliviscaris”, (łac nie zapomnimy).

## Literatura
Thomas Innes of Learney: The Tartans of The Clans and Families of Scotlan, W. & A.K. Johnston Limited, Edinburgh & London, 1938.